# BitComet
BitComet este un client BitTorrent, HTTP și FTP scris în C++ pentru Microsoft Windows, disponibil în 52 de limbi. Prima variantă publică a fost 0.28. Logoul actual al BitComet este folosit începând cu versiunea 0.50.

## Legături externe
- Site web oficial